# Helina tripunctata
Helina tripunctata este o specie de muște din genul Helina, familia Muscidae. A fost descrisă pentru prima dată de Christian Rudolph Wilhelm Wiedemann în anul 1824. Conform Catalogue of Life specia Helina tripunctata nu are subspecii cunoscute.